# Andranik Ozanian
Andranik Torós Ozanián (armenio Անդրանիկ Թորոսի Օզանյան, Զորավար Անդրանիկ) (1865 - 1927) fue un militar armenio y luchador por la libertad. Reconocido como héroe nacional armenio, fue Comandante en Jefe de la República de la Armenia Montañosa en 1918 durante el inicio de la partición del Imperio otomano.

## Biografía
Legendario luchador por la libertad, uno de los más importantes hombres públicos y políticos en la historia del pueblo armenio, Héroe Nacional y General del Pueblo Andranik Ozanian.
Quién quedó marcado a fuego en cada uno de los armenios como “Zoravar” (general) Andranik, nació en el barrio de la iglesia de Shabin Karahisar, provincia de Guiresun, territorios de la Armenia Occidental ocupada por el Imperio Otomano (hoy continúa la ocupación por Turquía).
Su madre murió cuando él tenía tan solo un año de edad, por lo que su hermana mayor, Nazelí, cuidó de él. Andranik terminó la escuela local Musheghian y se convirtió en aprendiz en el taller de carpintería de su padre. Después de perder a su esposa e hijo a una edad temprana, Andranik se unió al movimiento de liberación armenio en el Imperio Otomano, participando activamente en varios partidos políticos, entre ellos, la Federación Revolucionaria Armenia, a la que renunció definitivamente luego de acusarlos de “traicionar al pueblo armenio” al aceptar participar de las elecciones parlamentarias convocadas por el Partido de los Jóvenes Turcos.
A finde del siglo XIX se reunió con el comandante militar Aghbiur Serob y se unió a su batallón de “fedayines”. Tras la muerte de Serob (1899) se convirtió en líder de los grupos de fedayines armenios de Vaspurakán y Sasún (Armenia Occidental). Todos los lugartenientes de Andranik lo aceptaron como único líder, primero entre iguales.
Tal fue la popularidad ganada por Andranik, que todos los llamaban por su nombre, incluso sus enemigos.
Durante la Primera Guerra Mundial, participó en la Campaña del Cáucaso y fue nombrado general de las unidades de voluntarios armenios del ejército ruso. Tomó parte en 20 ofensivas diferentes, donde ganó fama gracias a su valentía y las tácticas que empleó para derrotar a las fuerzas contrarias.
Las autoridades rusas transformaron a Andranik en General de División -en 1918- y lo condecoraron en seis oportunidades por su valor. Era él, el oficial al mando de las unidades de voluntarios armenios, que colaboraron decisivamente con la resistencia de Van hasta tomar el control de la ciudad el 6 de mayo de 1915. También fue él quien dirigió las fuerzas que recuperaron la ciudad de Bitlis, ocupada por las fuerzas turcas al mando de Halil Pasha.
Durante los meses de marzo y abril de 1918 fue nombrado Gobernador Provisorio de la Administración de Armenia Occidental, que se había establecido alrededor del lago de Van. Su liderazgo político y militar fue fundamental para que la indefensa población armenia de la región lograra escapar de la criminal ofensiva turca, refugiándose en la Armenia Oriental.
A partir de la creación de la República de Armenia, las diferencias entre el General Andranik y sus excompañeros de la Federación Revolucionaria Armenia, se profundizaron hasta tal punto, que el gobierno armenio prohibió la entrada de Andranik al país.
Sin embargo él continuó la lucha contra las fuerzas invasoras turcas, esta vez poniéndose a disposición del naciente Ejército Rojo de la triunfante Rusia Soviética. Fue así como el líder revolucionario armenio Stepán Shahumian, precursor del Partido Comunista de Armenia y máximo dirigente de la Comuna de Bakú, manifestó públicamente su admiración hacia el General Andranik y le agradeció su incodicional apoyo.
Abatido por la firma del vergonzante Tratado de Batum entre la naciente República de Armenia y Turquía y por las permanentes luchas internas entre facciones políticas armenias, y cansado de las traiciones permanentes de las potencias occidentales que lograban engañar a las autoridades armenias, Andranik decidió marcharse y se exilió en Fresno, California, a donde arribó el 22 de noviembre de 1919.
Andranik Ozanian vivió en los Estados Unidos durante 5 años.
Cuando Armenia fue sovietizada, Andranik participó de la ayuda a la naciente Armenia Socialista, manifestó públicamente su alegría por esta nueva etapa y como demostración de ello le regaló su sable a un enviado del gobierno soviético de Armenia que había viajado hasta los Estados Unidos para reunirse con él.
El 31 de agosto de 1927, a la edad de 62 años, el General del Pueblo murió en Richardson, en el norte de California. 
Según el New York Times, más de 2.500 los miembros de la comunidad armenia asistieron a los servicios fúnebres en el para despedir al amado por el pueblo General Andranik Ozanian.

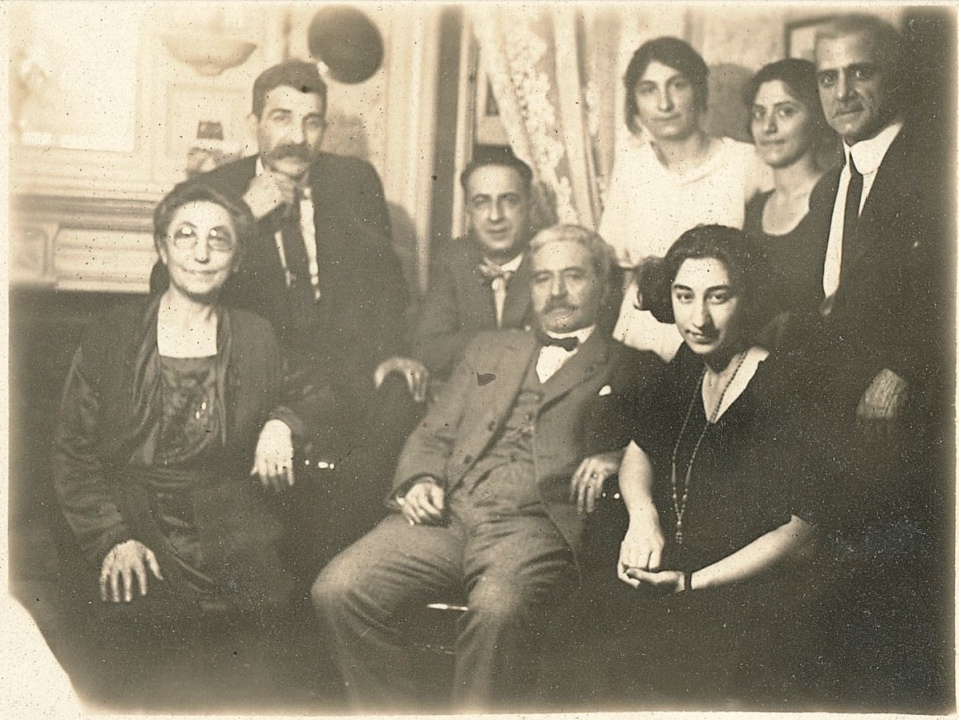
Andranik (sentado en el centro) y su esposa (de pie detrás de él con una blusa blanca), Nueva York, c. 1926